# Gromada Wesołów
Die Gromada Wesołów war eine Verwaltungseinheit in der Volksrepublik Polen zwischen 1954 und 1959. Verwaltet wurde die Gromada vom Gromadzka Rada Narodowa, dessen Sitz sich in Wesołów befand und aus 15 Mitgliedern bestand.

Die Gromada Wesołów gehörte zum Powiat Brzeski (Brzesko) in der Woiwodschaft Krakau und bestand aus den  ehemaligen Gromadas Wesołów, Stróże und Wola Strózkader der aufgelösten Gmina Zakliczyn.

Die Gromada Wesołów wurde am 31. Dezember 1959 aufgelöst und in die Gromada Zakliczyn eingegliedert.